# 内田玄祥
内田 玄祥（うちだ げんしょう、1974年 - ）は、日本の医師、馬主。元厚生労働省医系技官。岡山県井原市出身。エクステンション所属。

## 経歴
1974年、岡山県出身。長崎大学医学部を卒業後岡山大学大学院医学研究科を修了、医学博士の学位を得る。都内の病院での勤務を経て厚生労働省へ入省し、医系技官として政策立案に携わったほか、山梨県健康増進課長にも就任。その後は民間の医師として不妊治療に携わりたいという思いから厚生労働省を離れ、国立循環器病センターなどに勤務したのち2009年11月に静岡レディースクリニックを設立。現在は同クリニックなどを運営する医療法人社団幸のめばえ、および社会福祉法人幸のきずなの各理事長を務める。

## 馬主活動と主な所有馬

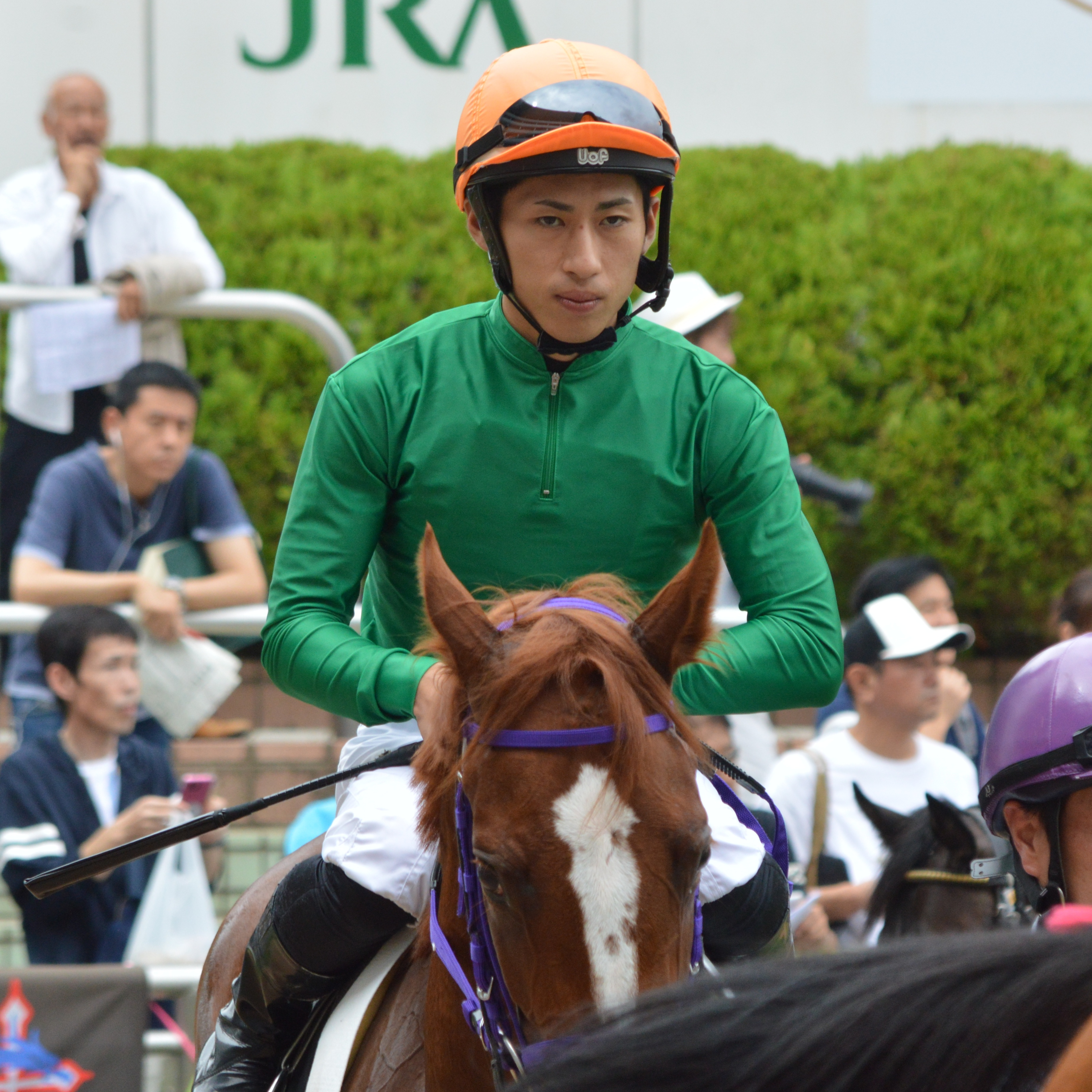
内田の勝負服を着用した木幡巧也

日本中央競馬会（JRA）および地方競馬全国協会（NAR）に登録する馬主としても知られる。勝負服の柄は緑（2017年9月頃に服色変更。以前は紫、黄ダイヤモンド、黒袖）。冠名は特に用いないが、珍名馬主として知られている。珍名を命名する理由として、馬券が売れない時代に馬主となったため、自分が面白い馬名を名付けることでそれが話題となり、馬券の売上に繋がって欲しいということを語っている。
長崎大学を卒業していることや妻が福岡県出身であること、初めて訪れた競馬場が佐賀競馬場であったなど、九州との縁から九州産馬を応援しているといい、所有馬イロゴトシは九州産馬として初となるGI競走制覇を達成した。

### 主な所有馬
- イロゴトシ（2019年ひまわり賞、2023年・2024年中山グランドジャンプ）
- イロエンピツ（2021年たんぽぽ賞）
- オバケノキンタ（2023年たんぽぽ賞）

## 出演
- 「直撃!コロシアム!! ズバッと!TV」初回2時間スペシャル（TBSテレビ、2016年4月11日）[2]